# Collegio elettorale di Bari Centro
Il collegio di Bari Centro fu un collegio elettorale uninominale della Repubblica Italiana per l'elezione del Senato della Repubblica. Apparteneva alla Circoscrizione Puglia e fu utilizzato per eleggere un senatore nella XII, XIII e XIV legislatura.
Venne istituito nel 1993 con la cosiddetta Legge Mattarella (Legge n. 276, Norme per l'elezione del Senato della Repubblica), attuata in seguito al referendum abrogativo del 1993. La legge istituì per la Camera dei deputati e per il Senato della Repubblica un sistema di elezione misto, in parte maggioritario e in parte proporzionale. Il 75% dei parlamentari dell'assemblea veniva eletto in collegi uninominali tramite sistema maggioritario a turno unico; il restante 25% al Senato veniva eletto tramite recupero proporzionale dei più votati non eletti attraverso un meccanismo di calcolo denominato "scorporo", cioè sottraendo dal conteggio dei voti totali di una lista nella parte proporzionale i voti ottenuti dai candidati collegati alla medesima lista che erano eletti nei collegi uninominali con il sistema maggioritario.
Il collegio venne abolito insieme a tutti gli altri che costituivano il Senato con la promulgazione della legge elettorale successiva, la cosiddetta Legge Calderoli. Questa prevedeva un sistema proporzionale con premio di maggioranza, che al Senato veniva attribuito a livello regionale.

## Territorio
Il collegio di Bari Centro era uno dei 16 collegi uninominali in cui era suddivisa la Puglia e, come previsto dal D.Lgs. del 20 dicembre 1993 n. 535, comprendeva parte del comune di Bari, in particolare i quartieri Picone, Japigia, Torre a Mare, Carrassi, Madonnella, Libertà, Marconi, Murat, San Nicola, Poggiofranco e San Pasquale.

## Eletti
| Elezione | Elezione                 | Senatore        | Partito                    |
| -------- | ------------------------ | --------------- | -------------------------- |
|          | 1994                     | Ettore Bucciero | Polo del Buon Governo (AN) |
| 1996     | Polo per le Libertà (AN) | Ettore Bucciero |                            |
| 2001     | Casa delle Libertà (AN)  | Ettore Bucciero |                            |

## Dati elettorali

### XII legislatura
|                               | Ettore Bucciero ✔️ Eletto         | Polo del Buon Governo      | 51 838  | 38,29 |  |  |  |  |  |
|                               | Pietro Leonida Laforgia ✔️ Eletto | Progressisti               | 42 915  | 31,70 |  |  |  |  |  |
|                               | Giovanni Martino Bonomo           | Patto per l'Italia         | 22 967  | 16,97 |  |  |  |  |  |
|                               | Mario Piergiovanni                | Lista Pannella-Riformatori | 8 376   | 6,19  |  |  |  |  |  |
|                               | Domenico Magistro                 | Socialdemocrazia           | 6 840   | 5,05  |  |  |  |  |  |
|                               | Michele Ladisa                    | Lega d'Azione Meridionale  | 1 297   | 0,96  |  |  |  |  |  |
|                               | Luigi Campanale                   | Rinnovamento               | 1 139   | 0,84  |  |  |  |  |  |
| Totale                        | Totale                            | Totale                     | 135 372 | 100   |  |  |  |  |  |
|                               |                                   |                            |         |       |  |  |  |  |  |
| Voti non validi               | Voti non validi                   | Voti non validi            | 10 543  | 7,23  |  |  |  |  |  |
| Votanti                       | Votanti                           | Votanti                    | 145 915 | 83,26 |  |  |  |  |  |
| Elettori                      | Elettori                          | Elettori                   | 175 248 |       |  |  |  |  |  |
|                               |                                   |                            |         |       |  |  |  |  |  |
| Data: 27-28 marzo 1994        |                                   |                            |         |       |  |  |  |  |  |
| Fonte: Ministero dell'interno |                                   |                            |         |       |  |  |  |  |  |

### XIII legislatura
|                               | Ettore Bucciero ✔️ Eletto | Polo per le Libertà                | 61 711  | 46,60 |  |  |  |  |  |
|                               | Rosaria Lopedote Gadaleta | L'Ulivo                            | 51 277  | 38,72 |  |  |  |  |  |
|                               | Francesco Colonna         | Movimento Sociale Fiamma Tricolore | 6 076   | 4,59  |  |  |  |  |  |
|                               | Angelo Pugliese           | Ambientalisti                      | 3 766   | 2,84  |  |  |  |  |  |
|                               | Mario Regina              | Lista Pannella - Sgarbi            | 3 621   | 2,73  |  |  |  |  |  |
|                               | Michele Ladisa            | Gruppo Indipendente Libertà        | 2 536   | 1,91  |  |  |  |  |  |
|                               | Letterio Munafò           | Mani Pulite                        | 2 095   | 1,58  |  |  |  |  |  |
|                               | Pasquale Chyurlia         | Lega d'Azione Meridionale          | 776     | 0,59  |  |  |  |  |  |
|                               | Carlo Asciuti             | Rinnovamento                       | 575     | 0,43  |  |  |  |  |  |
| Totale                        | Totale                    | Totale                             | 132 433 | 100   |  |  |  |  |  |
|                               |                           |                                    |         |       |  |  |  |  |  |
| Voti non validi               | Voti non validi           | Voti non validi                    | 8 820   | 6,24  |  |  |  |  |  |
| Votanti                       | Votanti                   | Votanti                            | 141 253 | 79,64 |  |  |  |  |  |
| Elettori                      | Elettori                  | Elettori                           | 177 366 |       |  |  |  |  |  |
|                               |                           |                                    |         |       |  |  |  |  |  |
| Data: 21 aprile 1996          |                           |                                    |         |       |  |  |  |  |  |
| Fonte: Ministero dell'interno |                           |                                    |         |       |  |  |  |  |  |

### XIV legislatura
|                               | Ettore Bucciero ✔️ Eletto | Casa delle Libertà                          | 64 172  | 47,08 |  |  |  |  |  |
|                               | Michele Amoruso           | L'Ulivo                                     | 51 155  | 37,53 |  |  |  |  |  |
|                               | Pasquale Martino          | Partito della Rifondazione Comunista        | 5 182   | 3,80  |  |  |  |  |  |
|                               | Saverio Cantatore         | Lista Di Pietro                             | 5 112   | 3,75  |  |  |  |  |  |
|                               | Filippo Barattolo         | Democrazia Europea – Socialisti Autonomisti | 4 963   | 3,64  |  |  |  |  |  |
|                               | Giuseppe Incardona        | Fiamma Tricolore                            | 2 621   | 1,92  |  |  |  |  |  |
|                               | Nicola Caldarulo          | Lista Pannella-Bonino                       | 2 539   | 1,86  |  |  |  |  |  |
|                               | Vito Petino               | Lega d'Azione Meridionale                   | 565     | 0,41  |  |  |  |  |  |
| Totale                        | Totale                    | Totale                                      | 136 309 | 100   |  |  |  |  |  |
|                               |                           |                                             |         |       |  |  |  |  |  |
| Voti non validi               | Voti non validi           | Voti non validi                             | 6 860   | 4,79  |  |  |  |  |  |
| Votanti                       | Votanti                   | Votanti                                     | 143 169 | 78,40 |  |  |  |  |  |
| Elettori                      | Elettori                  | Elettori                                    | 182 605 |       |  |  |  |  |  |
|                               |                           |                                             |         |       |  |  |  |  |  |
| Data: 13 maggio 2001          |                           |                                             |         |       |  |  |  |  |  |
| Fonte: Ministero dell'interno |                           |                                             |         |       |  |  |  |  |  |